# DO Buzet
La Denominació d'Origen Buzet és una AOC francesa creada el 1973 per protegir 1800 hectàrees de vinyes al voltant de la població de Buzet-sur-Baïse, al departament de l'Òlt i Garona a Aquitània.
Els raïms blancs permesos són el muscadelle, el sauvignon i el sémillon. Mentre que els negres són el cabernet franc, el cabernet sauvignon, el côt i el merlot.